# Langya
För andra betydelser, se Langya (olika betydelser).
Langya är ett stadsdistrikt och säte för stadsfullmäktige i Chuzhou i provinsen Anhui i östra Kina.
Distriktet är indelat i tio stadsdelsdistrikt.
Stadsdelsdistrikt (jiedao):

- Beimen (北门街道)
- Dongmen (东门街道)
- Fenghuang (凤凰街道)
- Langya (琅琊街道)
- Nanmen (丰山街道)
- Qingliu (清流街道)
- Xijian (西涧街道)
- Ximen (西门街道)
- Yangzi, Anhui (扬子街道)
- Ziwei (紫薇街道)